# Factores hipotalámicos
Los factores hipotalámicos, ahora llamados hormonas hipotalámicas,  son un conjunto de neurohormonas generadas por las  neuronas del hipotálamo, que actúan estimulando o inhibiendo la liberación de otras hormonas por parte de la adenohipófisis.  

## Historia
En la década de 1950 Geoffrey W. Harris plantea el concepto de un control neuro-humoral del hipotálamo sobre las secreciones de la hipófisis anterior. La existencia de un sistema capilar entre el hipotálamo ventral y el  lóbulo anterior de la hipófisis sería el conducto para que algún tipo de sustancia mensajera de origen hipotalámico controlara la hipófisis.

En 1956 las sustancias propuestas como mensajeras de origen hipotalámico, se denominaron «factores de liberación» (RF releasing factors en inglés), debido a que se desconocía su estructura molecular.

En 1969 se aisló y caracterizó la estructura de uno de esos mensajeros, el «factor liberador de tirotropina» (TRF Thyrotropin releasing factor en inglés), de extractos de tejido hipotalámico.

## Estructura
Todas las hormonas hipotalámicas/«factores hipotalámicos» son polipéptidos, salvo la dopamina que es una amina.

Los factores hipotalámicos tienen entre 3 y 44 aminoácidos. La denominación polipéptido designa un péptido de tamaño grande, menor de 50 aminoácidos.

| número de aminoácidos | nombre de la hormona péptido | células productoras y núcleo del hipotálamo       |
| --------------------- | ---------------------------- | ------------------------------------------------- |
| 3 aa                  | . - TRH                      | parvocelulares del Núcleo Paraventricular         |
| 10 aa                 | . - GnRH                     | parvocelulares del Área Preóptica, Núcleo Arcuato |
| 14 aa                 | . - GHIH                     | Núcleo ventromedial                               |
| 41 aa                 | . - CRH                      | Núcleo Paraventricular                            |
| 44 aa                 | . - GHRH                     | Núcleo Arcuato                                    |

## Hormonas del hipotálamo
Los «factores hipotalámicos», ahora llamados hormonas hipotalámicas u hormonas hipotalámicas-hipofisarias, poseen características típicas que se pueden enfocar desde varios puntos de vista:
- son hormonas, es decir sustancias segregadas, que llegan a través de la sangre, que son activas en muy pequeña cantidad, con efecto a distancia sobre las células objetivo, hacen que estas realicen determinadas funciones, actúan como coordinadores y reguladores de numerosas funciones del organismo.
- son neurohormonas secretadas por las neuronas secretoras ubicadas en el hipotálamo,
- son hormonas que tienen acción trópica sobre la hipófisis (son hipofisotrópicas), y están dirigidas y actúan específicamente sobre la Adenohipófisis, que es la glándula que sintetiza, almacena y secreta las  hormonas tróficas. Estas últimas tienen como objetivo las glándulas endócrinas periféricas y determinan su desarrollo y función (trofismo glandular).
- son hormonas que cambian su expresión y liberación de acuerdo a los estímulos ambientales.[2]

### Principales hormonas liberadoras e inhibidoras
Las hormonas hipotalámicas incluyen «factores de liberación» (RH: releasing hormones) y «factores de inhibición» (IF: inhibiting factors), hormonas de inhibición (IH: inhibiting hormones) que son llevados a la hipófisis por el sistema porta hipotalamohipofisario.

#### Hormonas liberadoras
Las principales hormonas liberadoras hipotalámicas son:
- Hormona liberadora de gonadotropina (GnRH, LHRH o LHRF). Es un decapéptido formado por una cadena de 10 aminoácidos que actúa sobre la hipófisis, estimulando la producción y la liberación de la hormona luteinizante (LH) y la hormona foliculoestimulante (FSH).[11][12]

- Hormona liberadora de tirotropina (TRH). Su forma activa es un tripéptido constituido por tres aminoácidos.[13]

La hormona liberadora de tirotropina (TRH) se libera del hipotálamo en respuesta a niveles bajos de secreción de hormona estimulante de la tiroides (TSH) en la glándula hipófisis.

La TSH, a su vez, está bajo el control de retroalimentación de las hormonas tiroideas T4 y T3. Cuando el nivel de TSH es demasiado alto, retroalimentan al hipotálamo para detener la secreción de TRH.
- Hormona liberadora de hormona adrenocorticotropa (CRH o CRF). Es un péptido de 41 aminoácidos que estimula la secreción de ACTH.

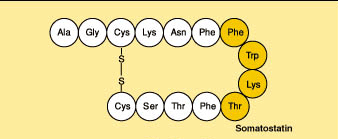
Estructura química de la somatostatina.

- Hormona liberadora de hormona del crecimiento (GHRH), o factor liberador de hormona del crecimiento (GRF). Es un polipéptido formado por 44 aminoácidos.[14]

#### Hormonas inhibidoras
Las principales hormonas inhibidoras hipotalámicas son:
- Somatostatina. Inhibe la  secreción de hormona del crecimiento. Su estructura química corresponde a un polipéptido  formado por 14  aminoácidos, presentando un enlace disulfuro entre los aminoácidos 3 y 14.[3]
- Dopamina. Inhibe la secreción de prolactina por la hipófisis.[15][2]

## Función
Las neurohormonas del hipotálamo están caracterizadas como hormonas que liberan, de liberación o liberadoras (en inglés: releasing hormones RH, y antes releasing factors RF).

Tendrían como misión sacar al sistema de su estabilidad (estado estacionario), esto implicaría generar un ritmo de secreción o bien modificar la tasa de secreción al cambiar la etapa vital del individuo.

## Clínica
Los médicos utilizan la TRH sintética como una prueba de la reserva de TSH en la glándula hipófisis, ya que debería estimular la liberación de TSH y prolactina desde esta glándula.

## Terapéutica
Los  agonistas  de la hormona liberadora de gonadotropina, por ejempo la triptorelina,  se emplean en el tratamiento del cáncer de próstata por su capacidad para disminuir las  concentraciones  de  testosterona en sangre.